# Wii 리모컨

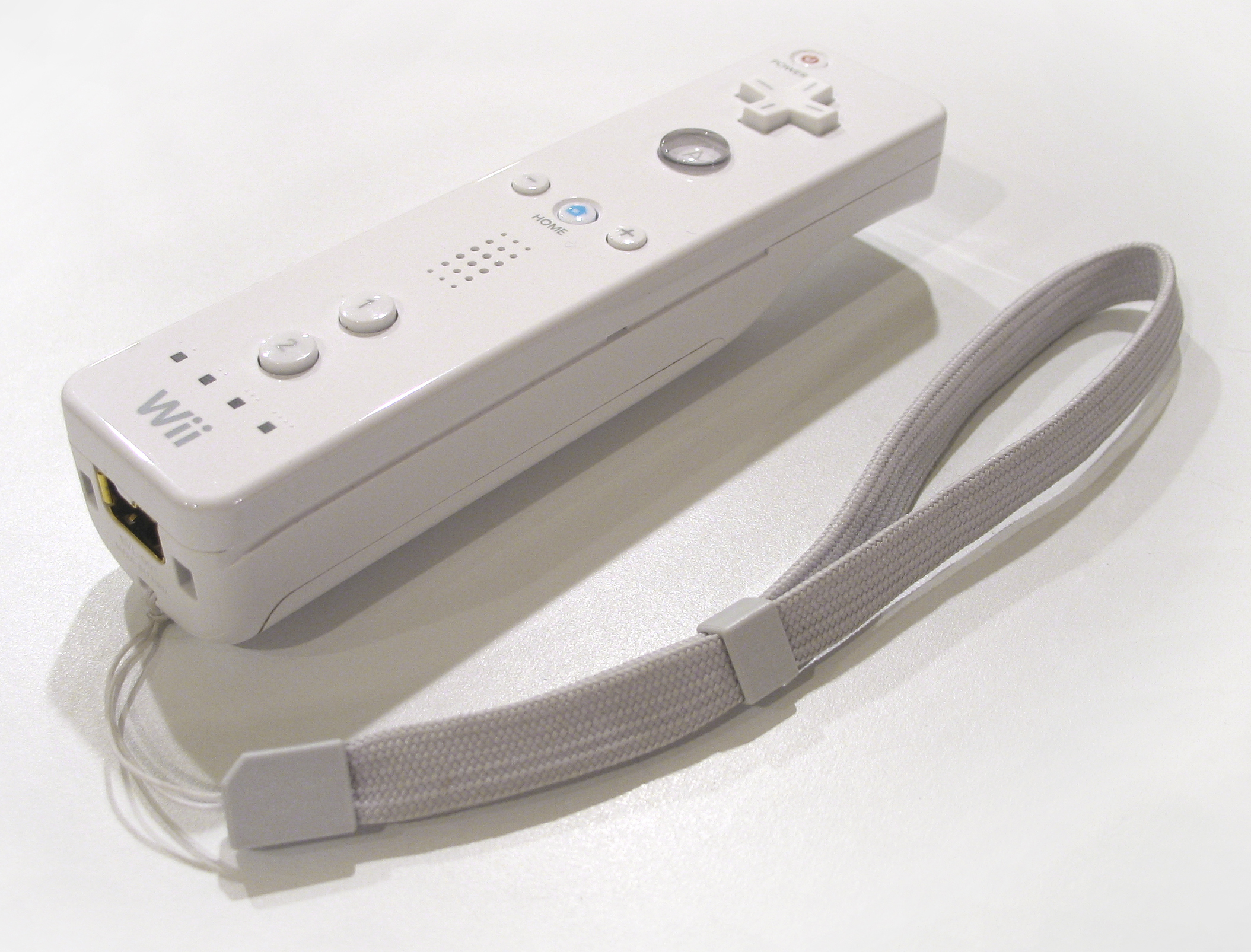
Wii 리모컨의 모습.

Wii 리모컨(영어: Wii Remote 위 리모트[*])은 닌텐도의 Wii 게임기를 위한 게임 컨트롤러이다. Wii 리모컨의 주된 기능은 모션 감지 기능으로 사용자가 화면 위의 물건과 상호 작용하며 물건을 이용할 수 있게 하며 광학 센서와 가속도계를 사용하여 포인트할 수 있게 되어 있다. 다른 기능으로는 주변기기 접속을 통한 확장 이용이다. 확장 컨트롤러로는 눈차크나 클래식 컨트롤러 등이 있다.
Wii 리모컨은 2005년 11월 16일에 도쿄 게임 쇼에서 선보였으며, "Wii Remote"라는 이름은 2006년 4월 27일에 발표되었다. Wii 리모컨의 기능이 특별했으며 기존의 일반적인 게임 컨트롤러와 대조적이었기에 많은 사람들의 관심을 끌었다. 또한 Wii 홈브류를 사용하여 Wii 리모컨으로 Wii가 아닌 다른 장치의 컨트롤을 시도하는 해커들에게도 많은 관심을 받았다.

## 개발
Wii 리모컨의 개발은 2001년, Wii 콘솔의 개발과 함께 시작되었다. 같은 해, 닌텐도는 무선 모션 센서 마우스 회사인 Gyration Inc. 로부터 모션 센서 면허를 따냈다. 그리고 닌텐도는 원핸드 컨트롤러를 제작하는 회사로 게임 패드의 오른쪽 절반 부분을 모션 센서로 사용하는 "Gyropod 컨셉"을 개발한 Gyration Inc.를 지정하였다. 그 때, Gyration Inc.는 독립된 디자인 회사인 Bridge Design 을 닌텐도에게 소개하여 닌텐도가 디자인 컨셉을 잡는 데 도움을 주었다. "대략적으로 기존 게임큐브 컨트롤러의 버튼 배치를 유지해 달라"는 요청 하에, 스케치나 모델의 종류, 또는 여러 코어 게이머들을 만나 보면서 다양한 실험을 했다. 그러나, 2004년 말부터 2005년 초, 닌텐도는 기존의 컨트롤러 모양과는 다른 "조작봉 모양"의 Wii 리모컨과 확장 컨트롤러 '눈차크'의 디자인을 제안하였다. 또한 닌텐도는 모션 센서와 적외선 포인터의 탑재, 그리고 버튼의 레이아웃을 결정하였으며, 2005년 말에는 대량 생산을 위한 준비를 마쳤다.
2001년, Wii 리모컨이 개발되는 동안, 비디오 게임 디자이너 미야모토 시게루는 디자이너들에게 영감을 주기 위해 휴대 전화들과 차량자동항법장치의 컨트롤러를 가져왔으며, 그 결과 마지막에 생산된 프로토타입은 휴대 전화와 비슷하게 되었다. 아날로그 스틱이나 터치 스크린이 있는 다른 디자인들도 존재하였으나, 닌텐도는 터치 스크린이 있는 디자인을 거절하였으며, 휴대용 게임기와 가정용 콘솔이 똑같아지는 것을 우려했기 때문이라고 한다.
Wii 리모컨은 원래 Wii용보다는 게임큐브용으로 개발되고 있었다. 비디오 게임 개발자 팩터 5는 《스타워즈 로그 스쿼드론 II: 로그 리더》의 개발 중, 초기형 모션 센서 컨트롤러가 포함되어 있었다고 진술했다. IGN 소속의 비디오 게임 저널리스트 맷 카사마시나는 닌텐도가 Wii 리모컨을 게임큐브용으로 발매할 것이라고 믿고 있었다고 진술했으며, 닌텐도가 "게임큐브는 아직 발매하지 않은 주변 장치의 추가로 더 긴 수명을 가지게 될 것이며, 새로운 방식의 게임플레이를 경험하게 해 줄 것이다"라고 하였다는 사실에 주목했다. 그는 닌텐도가 Wii 리모컨을 새로운 콘솔과 함께 발매하기를 원했을 것이라고 추측했으며, "레볼루션은 게임큐브의 가장 큰 약점을 찔렀다."고 이야기하였다.

### 서드파티 사용
Wii 콘솔 발매 이후 사람들은 Wii 리모컨을 Wii가 아닌 다른 장치에 사용하는 것을 시도해 왔다. 많은 서드파티 애플리케이션들은 일반적으로 Wii 홈브류를 통해 개발되었다. 윈도우용으로 개발된 프로그램 "GlovePIE"는 Wii 리모컨으로 키보드, 마우스, 조이스틱을 에뮬레이트할 수 있다. Wii 리모컨을 컴퓨터에 연결하는 것은 블루투스를 이용하여 이루어졌다. 블루투스 프로그램 중 하나인 "BlueSoleil"는 Wii 리모컨을 퍼스널 컴퓨터에 성공적으로 연결할 수 있는 것으로 증명되었다. "GlovePIE"와 같은 다른 프로그램은 Wii 리모컨의 프로토콜과 데이터 통신을 하기 위한 작업을 필요로 한다.
Wii 리모컨의 블루투스 프로토콜은 휴대전화와 같은 다른 장치에도 연결이 가능하나, 게임에서의 활용성은 매우 낮다. 두 명의 학생이 심비안 OS 스마트폰에 Wii 리모컨을 연결할 수 있는 가능성이 있는 드라이버 소프트웨어를 개발하면서 이 개념을 증명했다. 드라이버의 아이디어는 휴대 전화의 TV-아웃 단자가 게임 콘솔을 대체할 수 있다고 생각한 것에서 기인하였다.
프로그래머 조니 리는 그의 웹사이트 보관됨 2012-01-01 - 웨이백 머신 에 Wii 리모컨을 이용한 핑거 트래킹이나, 저비용 전자칠판, 데스크톱 PC를 위한 헤드 트래킹 등에 관련된 몇 가지의 비디오와 샘플 코드를 올렸다. 이것은 그가 몇 가지 애플리케이션을 발표할 TED 컨퍼런스를 위한 작업들 중 하나였다. WiimoteProject 포럼에서는 조니의 실험에 대한 지지와 공유, 새로운 애플리케이션의 개발을 위한 토론이 있었다.
Wii 리모컨은 또한 일반적인 컴퓨터 분야가 아닌 다른 분야에서 사용되기도 하였다. 미국 정부는 폭탄 처리 로봇인 "Packbot"을 Wii 리모컨으로 조종하는 실험을 하기도 하였다. 의학계에서는 수술 연습을 위한 도구로 Wii 리모컨을 사용하기도 하였다. "DarwiinRemote"라는 프로그램을 사용하여, 멤피스 대학교의 연구원들은 Wii 리모컨을 인지 심리학 실험의 데이터를 수집할 수 있도록 개조하였다. 오토데스크는 Wii 리모컨을 "Autodesk Design Review"의 3D 모델 방위 측정에 사용할 수 있는 플러그인을 제작하였다.

### 모조품
Wii가 인기를 얻으면서, Wii 리모컨의 모조품에 대한 보고가 나타나기 시작하였다. 이 장치들은 Wii 리모컨과 기능적으로는 동일하지만, 제품의 질은 전형적으로 떨어지며, 진동 장치나 내장 스피커 같은 것들은 현저히 다르다. 이것의 차이로 인하여 Wii가 정상 작동하는지 아니면 그렇지 못한지는 확실치 않다.

## 디자인
Wii 리모컨은 이전까지의 게임 콘솔에 사용되었던 게임패드의 디자인과 다른, 원핸드 리모컨 방식의 디자인을 채택하였다. 이것은 사용자가 모션을 더 직관적으로 취할 수 있게 하고, 포인팅 동작을 취하기에 좋으며, 기존의 게임 유저가 아닌 사용자들을 쉽게 끌어들일 수 있는 이점이 있다. Wii 리모컨은 세로 148밀리미터에 가로 36.2밀리미터이며, 두께는 30.8밀리미터이다. 모델 넘버는 RVL-003이며, RVL이라는 단어는 Wii의 프로젝트 네임이었던 "Revolution 레볼루션[*]"에서 따 온 것이다. 컨트롤러는 무선으로 단거리 블루투스를 통하여 본체에 접속하여, 최대 4개의 컨트롤러, 최대 거리 10미터까지 접속 가능하다. 그러나, Wii 리모컨의 포인터 기능을 올바르게 사용하기 위해서는, TV에 설치하는 센서 바로부터 5미터 이내에서 사용해야 한다. 컨트롤러의 대칭적 디자인은 왼손잡이든 오른손잡이든 편하게 사용할 수 있게 한다. 또한 Wii 리모컨은 세로뿐만 아니라 패미컴 컨트롤러처럼 가로로 잡고 플레이할 수도 있으며, 마리오 카트 Wii처럼 핸들을 잡는 모양으로 잡고 플레이할 수도 있다. 또한 한 손에서 다른 손으로 옮겨 잡기도 하면서 플레이할 수도 있다.
2006년 E3의 개발자 컨퍼런스에서, Wii 리모컨은 몇 가지의 마이너 체인지가 있었다. 컨트롤러는 약간 길어졌고, 버튼이 있는 면의 가운데 부분에 스피커가 추가되었으며, "B" 버튼은 트리거 버튼과 유사하게 더 곡선적으로 바뀌었다. "START" 버튼과 "SELECT" 버튼은 플러스"+" 버튼과 마이너스"-" 버튼으로 바뀌었으며, "a" 버튼과 "b" 버튼은 "A" 버튼, "B" 버튼과 구별하기 위해 1 버튼과 2 버튼으로 각각 바뀌었다. "홈" 버튼의 모양은 파란색 점에서 파란색 집 모양으로 바뀌었고, 전원 버튼의 모양은 직사각형에서 원형으로 바뀌었으며, 파란색 LED들은 점자처럼 새겨진 점들로 플레이어 숫자를 나타낸다. 플레이어 "1"은 "◆◇◇◇", "2"는 "◇◆◇◇", "3"은 "◇◇◆◇", "4"는 "◇◇◇◆"로 표시되어 있다. 맨 밑부분에 새겨져 있던 닌텐도 로고는 Wii 로고로 대체되었다. 또한, 확장 포트의 모양이 바뀌었으며, 확장 장치의 플러그의 크기가 작아졌다.
파란색 LED들은 또한 배터리 잔량을 표시하기도 한다. Wii 리모컨이 본체에 접속 중이지 않을 때, 아무 버튼을 누르면 들어오는 LED의 개수로 배터리의 잔량을 알 수 있다. 4개가 모두 들어오는 경우 꽉 차 있거나 거의 꽉 차 있다는 뜻이며, 세 개면 75%, 두 개면 50%, 한 개면 25% 이하이다.
Wii 리모컨과 초기 드림캐스트 컨트롤러 프로토타입의 유사점은 주목을 받아 왔다.

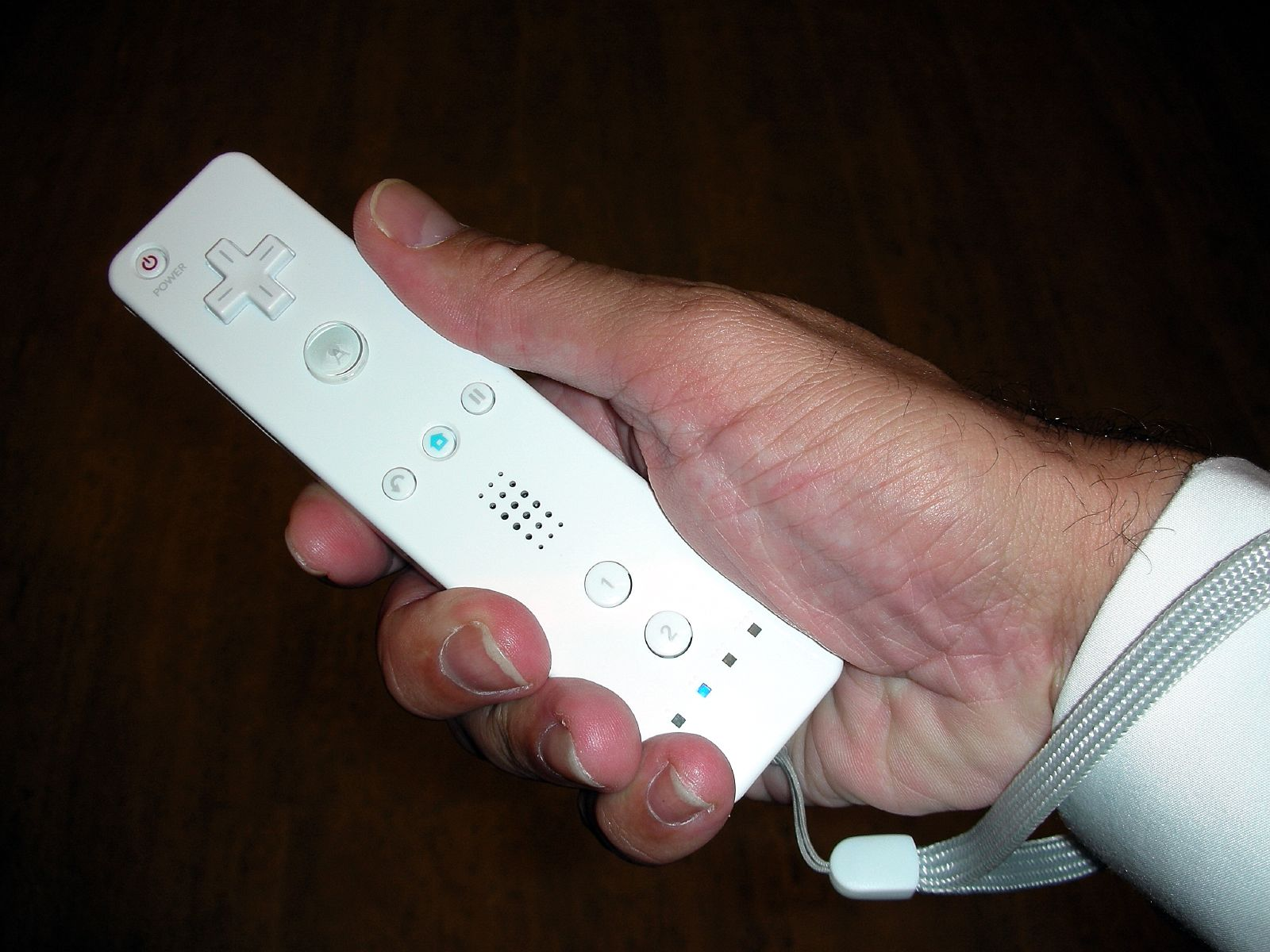
미국 푸에르타 호텔에서 열린 닌텐도 행사에서 Wii 리모컨을 시연하고 있는 모습.

E3 2006의 《레드 스틸》 트레일러에서, 다른 버전의 큰 불투명 IR 필터와는 달리 Wii 리모컨은 작은 원형 모양의 이미지 센서를 특색으로 했다. 2005년 도쿄 게임 쇼에서 공개된 초기형 데모 비디오에서는 1과 2 버튼이 각각 X와 Y 버튼으로 바뀌어 등장했다.

### 색상
2006년에, 닌텐도는 프레스 릴리즈 채널을 통해 흰색, 은색, 빨간색, 라임색, 검은색의 Wii 리모컨 사진들을 공개하였다. Wii 콘솔과 컨트롤러는 흰색만 발매되었으며, 미야모토 시게루는 Wii의 공급 부족 현상이 해결된 뒤에 발매할 것이라고 밝혔다.
2009년 6월 4일, 닌텐도는 검은색의 Wii, Wii 리모컨, 눈차크, 클리식 컨트롤러 PRO를 2009년 8월 1일 일본에서 발매할 것이라고 밝혔다. 검은색 Wii 리모컨은 그에 맞는 검은색 리모컨 커버가 포함되어 있다. 또한, 일본 클럽 닌텐도는 2009년 6월 25일부터 8월 31일까지 Wii Sports Resort를 구입한 사람들 중 5000명을 대상으로 파란색 컨트롤러 세트를 증정하는 행사를 열었다. 이 세트에는 하늘색 Wii 리모컨, Wii 모션플러스, 눈차크가 포함되어 있었다. 2009년 9월 1일, 북미 지역 닌텐도는 검은색 Wii, Wii 리모컨, Wii 모션플러스, 눈차크가 크리스마스 시즌에 발매될 것이라고 발표했다. 2009년 11월 16일, 검은색 Wii 리모컨과 Wii 모션플러스가 번들로 발매되었으며, 검은색 눈차크는 단일 제품으로도 발매되었다.
파란색, 분홍색 Wii 리모컨은 2009년 12월 3일, 일본에 발매될 예정이었다. 북미 지역에서는, 파란색과 분홍색 Wii 리모컨은 2010년 2월 14일에 흰색 Wii 모션플러스를 번들로 하여 발매될 예정이다. 대한민국에서는 파란색, 분홍색 Wii 리모컨을 2010년 8월 7일에 발매하였다. 또한 '젤다의 전설'이라는 게임의 탄생 25주년을 기념하여 2011년 11월 24일 발매된 '젤다의 전설 : 스카이워드 소드'에서 게임과 금색 wii리모컨을 묶어 한정판매하였다.

### 스트랩

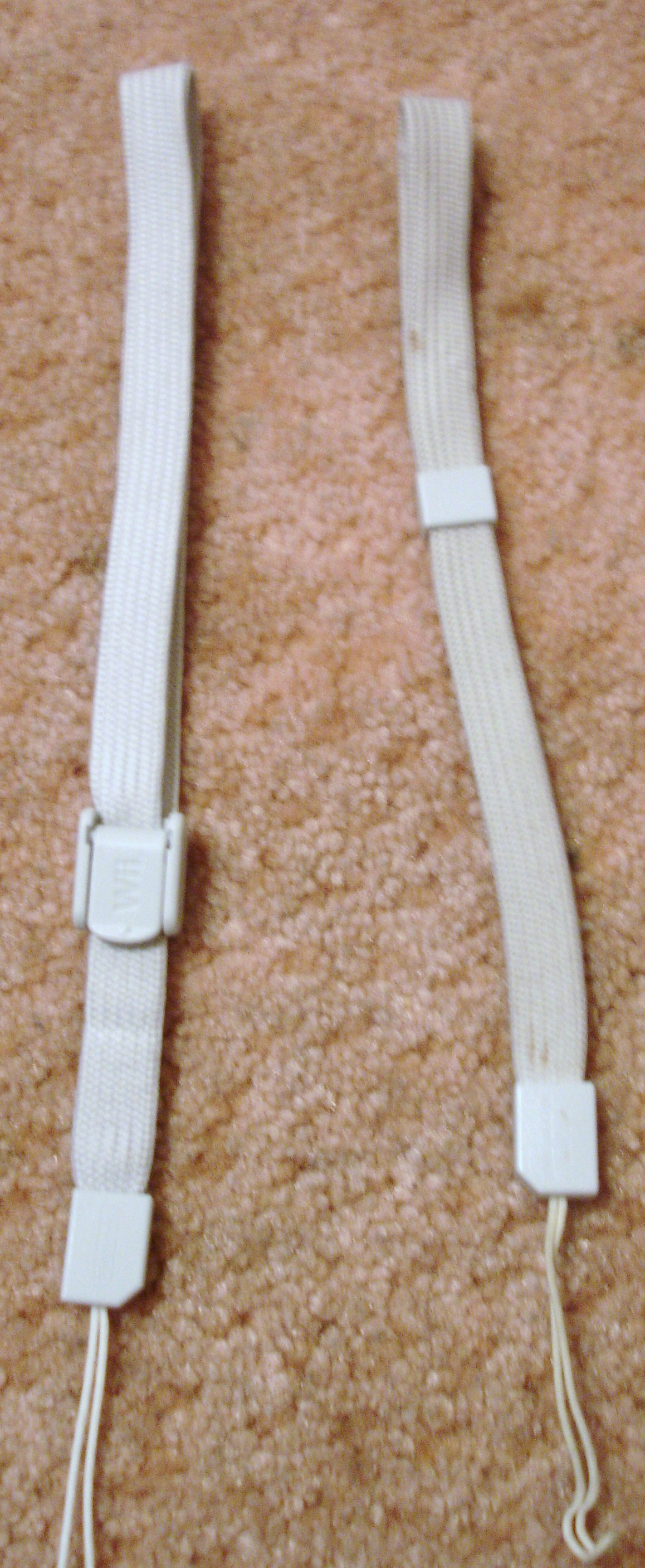
신형 스트랩 (왼쪽)과 구형 스트랩 (오른쪽)

Wii 리모컨 아래쪽에는, 안전을 위하여 손목 스트랩이 장착되어 있다. 게임 플레이 도중 Wii 리모컨이 손에서 미끄러져 사고가 발생하는 것을 막기 위하여, 모든 Wii 게임은 실행했을 때 게임 타이틀 화면이 나타나기 전에 스트랩을 손목에 끼울 것을 요구하는 경고 메시지를 내보낸다.
비디오 게임 웹사이트 IGN은 과도한 상황에서 스트랩이 손상되는 경우가 있으며, 이렇게 되어 Wii 리모컨이 불특정한 방향으로 날아가는 사고가 발생했다고 보고했다. 춤춰라 메이드 인 와리오 같은 경우 Wii 리모컨을 손에서 놓아야 하는 경우가 있는데, 스트랩이 불안정하거나 끊어졌을 경우 사고가 발생할 수 있다.
이에 대하여, 닌텐도는 Wii 리모컨과 스트랩의 올바른 사용법을 게시했다. 2006년 12월 8일, 더 튼튼한 스트랩을 장착한 Wii 리모컨이 판매되기 시작하였다. 2006년 12월 15일, 닌텐도는 손목 스트랩에 대한 리콜을 거부하였다. 닌텐도가 3백만 개의 스트랩을 리콜하라는 주장에 대해 반박하는 동안, 상해를 입은 사용자에게는 새로운 손목 스트랩이 무상으로 지원되었다. 그러나, 미국 소비자 제품 안전위원회에서는 "대체 프로그램"에 참여하였다. 구형 0.6밀리미터 직경의 스트랩은 1.0밀리미터 직경의 스트랩으로 대체되었다. 북미 닌텐도 온라인 사이트에서는 이 페이지에서 Wii의 시리얼 넘버를 입력하면 신형 스트랩을 받을 수 있다.
2007년 8월 3일, 새로운 스트랩이 공개되었다. 이 스트랩은 슬라이드 대신에 잠금 스토퍼가 달려 있기 때문에, 플레이어의 손목에서 미끄러질 확률이 훨씬 적다. 대한민국의 경우, 스트랩 안전 문제가 마무리된 2008년에 발매되었기 때문에 대한민국에서 판매된 모든 Wii의 스트랩은 신형에 해당한다.

### 커버

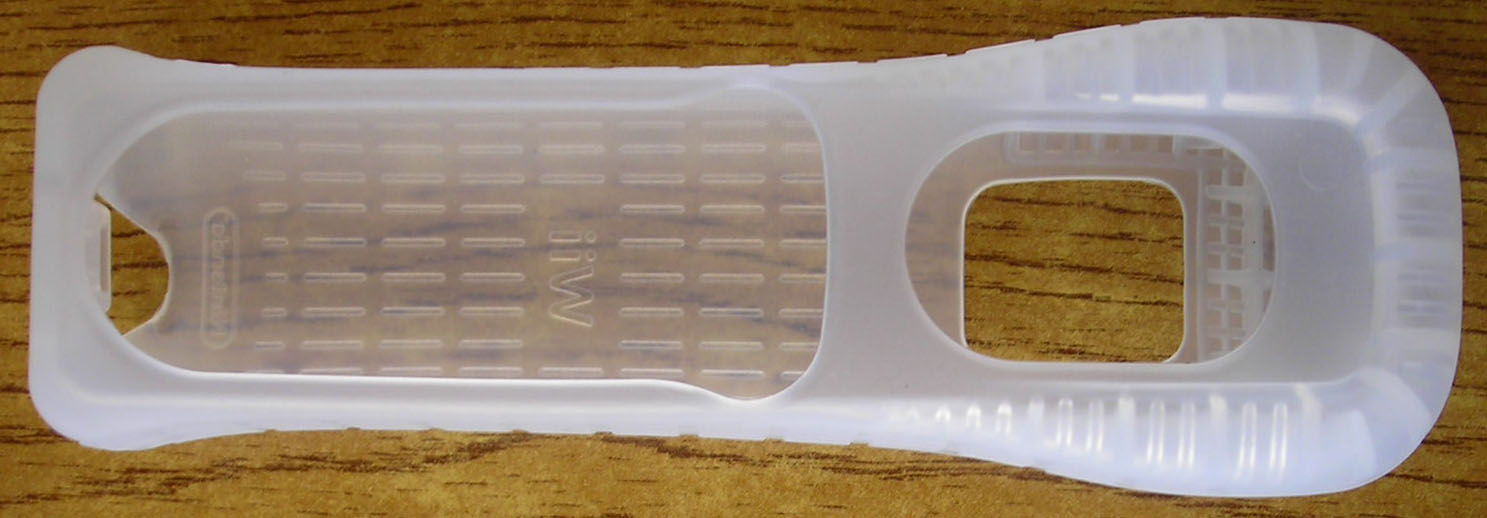
Wii 리모컨 커버의 모습

2007년 10월 1일, 닌텐도는 Wii 리모컨에 씌울 수 있는, Wii 리모컨 커버를 일반에 공개하였다. 커버는 실리콘 재질이며, 좀 더 부드러운 그립감을 제공한다. 또한 쿠션 구조로 되어 있기 때문에, 만일의 사고가 나더라도 피해를 최소화할 수 있다. 2007년 10월 15일부터 닌텐도는 콘솔 세트와 Wii 리모컨 단일 제품, 처음 만나는 Wii 팩에 리모컨 커버를 포함하여 제공하기 시작하였다. 위에서 설명한 스트랩 리콜과 함께, 닌텐도는 Wii 리모컨 커버의 무상 제공을 북미 지역과 오스트레일리아, 유럽 지역에서 제공하였다. 대한민국의 경우, Wii가 발매될 때부터 각종 제품에 리모컨 커버가 포함되었다.

### 홈 버튼 메뉴
Wii 리모컨의 홈 버튼을 누르면, Wii는 실행 중인 게임이나 채널, 프로그램 등을 잠시 멈추고 홈 버튼 메뉴를 화면에 표시한다. 홈 버튼 메뉴에서는 사용 중인 컨트롤러의 개수와 배터리 잔량 등의 정보를 알 수 있으며, 몇 가지 간단한 옵션 설정이 가능하다. 화면 하단의 "Wii 리모컨 설정" 을 클릭하면, Wii 리모컨에 장착된 스피커의 음량, 컨트롤러 진동 켜기/끄기, Wii 리모컨 재접속 등의 설정이 가능하다. 재접속 기능은 특정 Wii 리모컨을 1회적으로 Wii에 접속시킬 때 사용한다. 실행 중인 채널에 따라서 홈 버튼 메뉴에서 표시하는 버튼의 개수가 다르다.
- Wii 메뉴로 : 플레이 중인 Wii 소프트웨어 등을 종료하고 다른 채널을 선택할 수 있는 Wii 메뉴로 돌아간다.
- 리셋 : Wii 소프트웨어 실행 중에 홈 버튼 메뉴를 표시하는 경우, 리셋 기능을 사용할 수 있다. 이것은 소프트웨어 리셋에 해당되며, 따라서 리셋을 실행하면 타이틀 화면이나 초기 화면으로 돌아간다. Wii 본체에 붙어 있는 리셋 버튼과는 다르다.
- 설명서 : Wii 쇼핑 채널을 통하여 다운로드 받은 모든 채널과 버추얼 콘솔은 홈 메뉴에 설명서 버튼을 표시한다. 해당 소프트웨어에 대한 설명서를 읽을 수 있다.

Wii의 홈 버튼 메뉴는 엑스박스 360에서 컨트롤러의 엑스박스 버튼을 누르면 나타나는 "게임 메뉴"와 유사하며, 플레이스테이션 3의 경우 XMB와 유사하다. 홈 버튼 메뉴는 대부분의 경우 어느 때이든 표시할 수 있으며, 소프트웨어 실행 화면을 정지시킨 뒤에 바로 표시된다. 특정 소프트웨어의 로딩 중에 홈 버튼을 클릭하면, 홈 아이콘 위에 빨간 빗금이 쳐진 아이콘이 화면에 표시되며 홈 버튼 메뉴를 표시할 수 없다. 또한, 게임큐브 소프트웨어를 플레이할 때도 홈 버튼 메뉴를 표시할 수 없다.

## 기능

### 센서

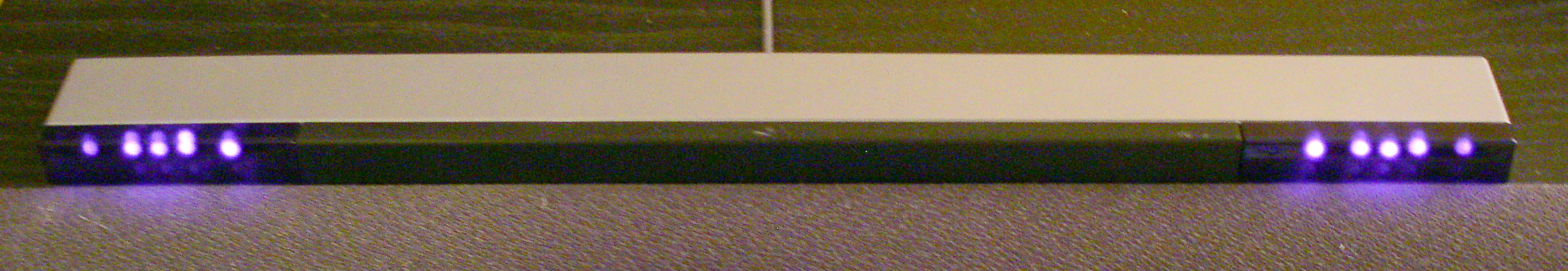
센서 바의 적외선 LED

Wii 리모컨은 3축의 가속도와 기울기를 인식할 수 있는 ADXL330 가속도계를 탑재하고 있다. 또한 PixArt 광학 센서를 탑재하고 있어, Wii 리모컨이 어디를 가리키고 있는지를 감지할 수 있다.
텔레비전 화면의 빛을 감지하는 라이트 건과는 달리, Wii 리모컨은 Wii 콘솔의 센서 바(모델명 RVL-014)로부터 빛을 감지하며, 텔레비전의 종류와 크기에 상관없이 사용 가능하다. 센서 바는 20센티미터 길이의 검은색 막대이며, 양 끝에 각각 5개의 적외선 LED가 붙어 있다. 맨 바깥쪽의 LED는 약간 바깥쪽을 향하여 박혀 있고, 맨 안쪽의 LED는 약간 안쪽을 향하여 박혀 있으며 나머지는 똑바로 박혀 있다. 센서 바 케이블의 길이는 353센티미터이다. 센서 바는 텔레비전의 위나 아래에, 화면의 맨 가운데에 수평이 되도록 설치한다. TV 위에 설치했을 때에는 TV의 앞쪽 끝에 센서 바를 바짝 붙여야 하며, TV 아래에 설치하는 경우 TV를 받치고 있는 가구의 맨 앞쪽 끝에 센서 바를 바짝 붙여 놓아야 한다. Wii 리모컨으로 화면을 포인트할 때 센서 바의 바로 정면에서 할 필요는 없으나, 너무 옆쪽에서 포인트하는 경우 시야각이 제한되기 때문에 정확도가 떨어지게 된다.
Wii 리모컨으로 센서 바를 포인트할 때 지원되는 최대 거리는 센서 바로부터 5미터이다. Wii 리모컨의 이미지 센서는 센서 바의 적외선을 찾아 위치를 계산하는 데 사용된다. 센서 바에서 나오는 2개의 밝은 빛은 이미지 센서에 의해 거리차 값 "가"로 감지된다. 빛을 방출하는 두 개의 클러스터는 항상 "나"의 거리 값을 유지한다. 두 개의 거리값 "가"와 "나"는 Wii의 CPU 클러스터에서 삼각측량법에 의해 계산된다. 또한, Wii 리모컨을 수평인 상태에서 회전시키키더라도 센서 바의 두 개의 클러스터의 각도를 계산하여 회전 또한 인식이 가능하다. Wii 소프트웨어는 이미지 센서가 무언가에 의해서 "가려졌다"는 상황을 프로그래밍할 수 있다. 예를 들어 《춤춰라 메이드 인 와리오》에서 플레이어가 센서를 가리고 있는 손을 떼지 않으면, 샴페인 병의 뚜껑이 열리지 않는다.
센서 바는 Wii 리모컨으로 화면의 커서, 오브젝트를 상하좌우로 움직이거나 메뉴 버튼 선택, 1인칭 슈팅 게임과 같은 게임에서 물체를 조준할 때 필요하다. Wii 리모컨은 센서 바와의 거리 또한 계산할 수 있기 때문에, 3D 게임에서 느린 전-후의 움직임도 감지할 수 있다. 복싱 게임과 같은 빠른 전-후의 움직임은 가속도 센서를 통하여 감지한다. Wii 리모컨의 가속도 센서(기울기 센서의 역할도 한다)를 통하여, 커서 또는 오브젝트의 회전도 가능하다.
적외선 센서로 위치를 감지하는 것은 백열 전구나 촛불, 태양광과 같은, 적외선을 발산하는 물제가 있는 경우 제대로 인식하지 못하는 문제를 일으킬 수 있다. 이러한 문제는 형광등이나 삼파장 램프등의 적외선이 최대한 적게 나오는 전구를 사용하거나, 태양이 들어오는 창문을 커튼으로 가리는 등의 방법으로 해결할 수 있다. 어떤 사용자들은 두 개의 손전등이나 촛불을 사용하여 센서 바를 대체하기도 한다. 이러한 방법은 움직이지 않는 두 개의 빛이 Wii 리모컨으로 하여금 계속적으로 물리적인 거리 측정을 하도록 할 수 있다는 것을 설명한다. 이렇듯, Wii 리모컨은 커서의 위치를 계산하는 데, 그것이 센서 바이든 무엇이든 간에 꼭 두 개의 광원을 필요로 한다. 건전지를 사용하는 무선 센서 바 또한 가능하며, 시중에서 판매하고 있다.
Wii 리모컨의 위치 및 모션 감지 기능은 플레이어가 단순히 버튼을 누르는 대신에, 실제 게임에서의 동작 - 검을 휘두르거나 총을 조준하는 등 - 을 따라할 수 있게 한다. 초기의 광고 영상에서 배우는 Wii 리모컨을 가지고 낚시, 요리, 드럼, 지휘, 사격, 검술, 치과 시술을 연기하였다.
센서 바의 LED는 일부 카메라 또는 사람의 눈보다 더 넓은 광학 주파수를 감지할 수 있는 장치에 의해 촬영될 수 있다.

## 보조 및 확장 기기

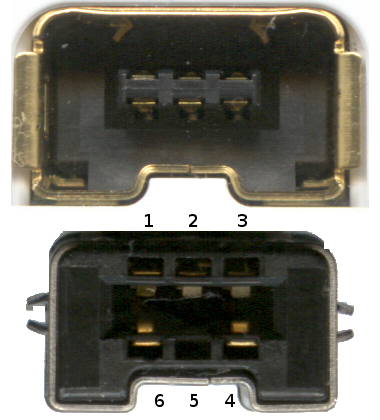
암커넥터 (위)와 수커넥터 (아래)의 모습.

Wii 리모컨은 아래쪽에 확장기기 포트가 있어 다양한 기능의 부착장치를 추가할 수 있다는 것도 특징이다. 포트에 장착하는 연결장치 및 그밖의 모든 액세서리 장치는 400 kHz I²C 프로토콜을 이용한다. 이런 확장 기능은 닌텐도 64 컨트롤러에 있는 포트의 쓰임새와 유사하다. 수커넥터와 암커넥터가 따로 존재하며, 수커넥터에 확장기기를 꽂아 사용하면서 같은 Wii 리모컨에 또다른 암커넥터가 있는 것을 찾아볼 수 있다.

### 눈차크

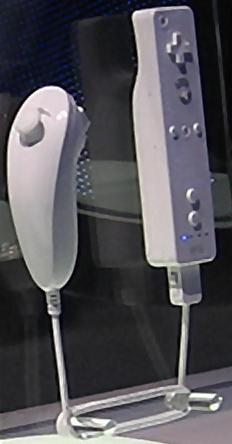
E3 엑스포 2006에서 전시한 Wii 리모컨에 꽂아놓은 눈차크 (왼쪽)의 모습

눈차크 (Nunchuk, 모델번호 RVL-004)는 2005년 도쿄 게임 쇼에서 닌텐도가 Wii 리모컨용으로 공개한 첫번째 부착 장치다. 눈차크는 1~1.2m 길이의 끈으로 Wii 리모컨과 연결된다. 리모컨에 달았을 때 눈차쿠 (쌍절곤)와 비슷한 모양이 되며, 이름도 그에 따라 붙여진 것이다. 아날로그 스틱이 달린 게 특징인데, 게임큐브 컨트롤러와 거기에 달린 두 개의 트리거 버튼과도 비슷하다 (실제로 개발과정 막판에 트리거 버튼 두개이던 구성이 트리거 하나와 C버튼으로 변경됐다. 아래 참고). 눈차크는 수많은 게임상에서 메인 컨트롤러와 동시에 조작하며, Wii 리모컨와 마찬가지로 동작과 기울기 감지를 위한 3축 가속도계가 있다. 다만 스피커와 진동 기능, 포인터 기능은 없다. 눈차크의 가속도계는 ST마이크로일렉트로닉스 LIS3L02AL 제품이다.

## 같이 보기
- Wii 게임 목록
- Wii 밸런스 보드
- Wii 스피크
- 플레이스테이션 무브
- 레이저 히드라